# (36412) 2000 OP49
2000 OP49 (asteroide 36412) é um asteroide da cintura principal. Possui uma excentricidade de 0.15923690 e uma inclinação de 4.69292º.
Este asteroide foi descoberto no dia 31 de julho de 2000 por LINEAR em Socorro.